# David Pestieau
David Pestieau (Ithaca, 2 juni 1969) is een Belgisch marxistisch politicus van de PVDA-PTB. Hij is politiek directeur van de PVDA. Sinds 2015 is hij ondervoorzitter van de partij. Daarvoor zat hij de Brusselse afdeling voor en was hij hoofdredacteur van Solidair en directeur van de studiedienst. Bij de Europese verkiezingen van 2014 was hij 1e opvolger, bij de verkiezingen van 2019 was hij lijstduwer en haalde hij 18.317 voorkeursstemmen. Hij is auteur van We are One - Manifest voor de eenheid van België.

## Biografie
David Pestieau werd geboren op 2 juni 1969 in Ithaca (Verenigde Staten) en groeide op in Brussel. Zijn vader is natuurkundige, zijn moeder historica. Beiden zijn sinds de jaren 1960 politiek geëngageerd aan de linkerzijde. Na zijn studies aan het Athénée de Saint-Gilles volgde Pestieau een opleiding tot burgerlijk ingenieur aan de ULB, waar hij van 1992 tot 1996 assistent was aan de Polytechnische Faculteit.
In de jaren 1980 raakte hij op jonge leeftijd op school betrokken bij het verzet tegen de plaatsing van atoomraketten en tegen racisme en apartheid. In de jaren 1990 nam hij aan de universiteit deel aan de bewegingen tegen de besparingen in het onderwijs door de ministers Michel Lebrun (cdH) en Laurette Onkelinx (PS).
Pestieau overwoog niet meteen een politieke loopbaan. "Politiek zag ik als engagement, niet als job. Ik was van plan om les te geven," vertelde hij aan De Standaard. Maar aan het eind van de jaren 1990 vroeg de Partij van de Arbeid van België hem om verantwoordelijke voor het Brussels Hoofdstedelijk Gewest te worden. In 2003 werd hij hoofdredacteur van het weekblad Solidair(e). In 2011 kwam hij aan het hoofd van de studiedienst van de PVDA. Hij bouwde die uit en maakte hem bekend onder het grote publiek via onthullingen over de belastingen van grote ondernemingen en farmaceutische bedrijven.
Op het Solidariteitscongres van 2015 werd hij verkozen tot ondervoorzitter van de PVDA. Op het Eenheidscongres van eind 2021 werd hij gekozen tot politiek directeur van de PVDA.
Hij heeft bijgedragen aan de belangrijkste werken van PVDA-voorzitter Peter Mertens, zoals Op mensenmaat (2009), Hoe durven ze? (2012), Graailand (2017) en Ze zijn ons vergeten (2020). Hij houdt zich vooral bezig met het marxisme, de Europese Unie, nationalisme  en racisme.

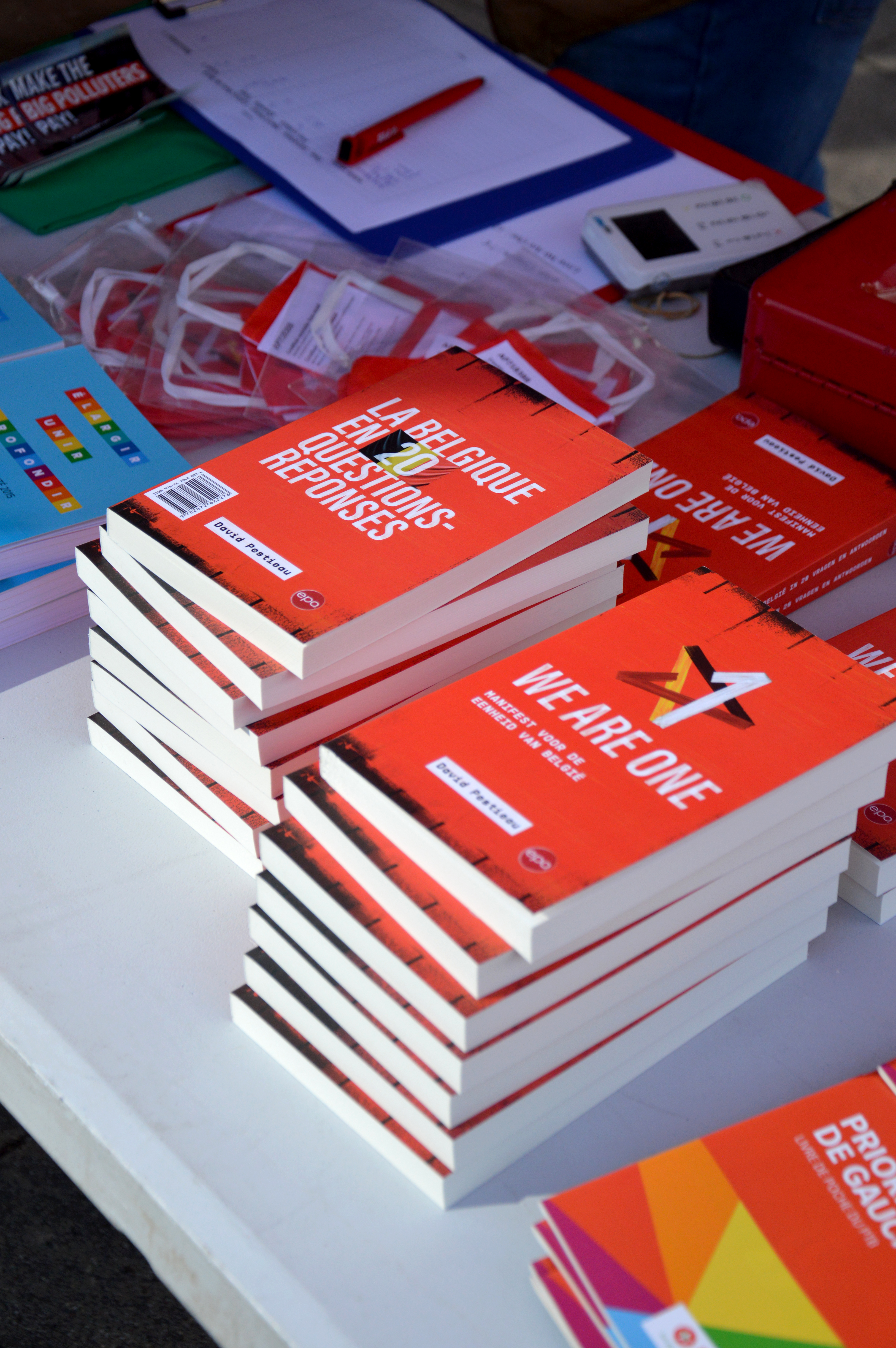
In 2021 schreef Pestieau We are one, een pleidooi voor de eenheid van België.

"David Pestieau (51) is allicht de slechtst betaalde ondervoorzitter annex hoofd studiedienst van een partij", schreef De Standaard. Bij de PVDA zijn de lonen van de leidinggevenden immers afgestemd op wat de werknemers verdienen. "De inhoud van waar we voor staan bij de PVDA is heel belangrijk. De studiedienst moet argumenten kunnen aanreiken voor de politieke beslissingen over onze standpunten. We stellen dossiers samen, onderbouwen en verantwoorden de standpunten. Daarna hakt de partij knopen door. We werken met vrijwilligers die ons ondersteunen met hun expertise op het terrein. Wij hebben de bedoeling om ons met alle belangrijke maatschappelijke thema's bezig te houden," vertelde hij aan Le Soir. Zo werkt hij aan de opeenvolgende verkiezingsprogramma's van de radicaal-linkse partij. Samen met Raoul Hedebouw en Peter Mertens, de algemeen secretaris, staat hij in voor de dagelijkse leiding van de partij.
In de Europese verkiezingen van juni 2024 was Pestieau lijstduwer in het Frans kiescollege.